# Graciliano Batista
Graciliano Batista (Buenos Aires, Argentina, ¿? - ibídem, 1964)  fue un actor de cine y teatro argentino.

## Carrera
Graciliano fue un actor que brilló durante la época dorada cinematográfica argentina desde fines de los años 1930 hasta principio de los años 1950, acompañando a primeras figuras del cine y la escena nacional como Enrique Muiño, Cayetano Biondo, Aparicio Podestá, Mirtha Legrand, José Cibrián, María Esther Buschiazzo, Carmen Giménez, Francisco de Paula, entre muchos otros.

### Filmografía
- 1939: El misterio de la dama de gris
- 1941: El cura gaucho
- 1942: ¡Gaucho!
- 1942: El profesor Cero
- 1950: El regreso
- 1951: Suburbio
- 1951: El pendiente
- 1952: Mi noche triste[2]

### Teatro
En 1933 formó parte de la Compañía teatral de Iris Martorell que estreno la obra Berto, con el mismo personaje que da nombre al espectáculo.
En 1934 participó de la obra El diablo metió la cola, junto a Mario Soffici, Ernesto Raquén, Francisco Petrone, Luis Mendoza, Yola Grete y Rafael Diserio.
En 1936 trabajó en El santo de Roberto Brocco, con la Compañía de Orestes Caviglia, con Rafael Diserio, Dora Martínez, Francisco Petrone, Homero Cárpena, Fausto Etchegoin, Norma Castillo, Anita Ortiz, Carlos Montarce y Juan Carlos Croharé.
En 1947 trabajó en una novela teatralizada llamada Nacida ayer, junto a Elsa del Campillo, Fanny Navarro, Esteban Serrador, Santiago Gómez Cou, Agustín Barrios y  Fedel Despres, entre otros.
En el Teatro El Nacional se lució en una obra junto a los actores Pepita Muñoz, Esperanza Palomero, Enrique Serrano, Eloy Álvarez y Héctor Ugazio.